# Michele Busa
Michele Busa (Faenza, 21 de agosto de 2001) es un deportista italiano que compite en natación. Ganó una medalla de bronce en el Campeonato Mundial de Natación en Piscina Corta de 2024, en la prueba de 4 × 100 m estilos.

## Palmarés internacional
| Campeonato Mundial en Piscina Corta | Campeonato Mundial en Piscina Corta | Campeonato Mundial en Piscina Corta | Campeonato Mundial en Piscina Corta |
| Año                                 | Lugar                               | Medalla                             | Prueba                              |
| ----------------------------------- | ----------------------------------- | ----------------------------------- | ----------------------------------- |
| 2024                                | Budapest (Hungría)                  | Medalla de bronce                   | 4 × 100 m estilos                   |